# Bory-vár
A Bory-vár egy különleges, változó művészi színvonalú  épületcsoport, amelyet Bory Jenő (1879–1959) építész, szobrász épített és díszített Székesfehérvárott. 1923-tól nagyjából 40 éven át épült. Ma múzeum.
Bory, a tervező építész volt az építésvezető, a pallér, a kőműves is. A vár kazamatájától a kilátótornyokig 30 méter a magassága. Hét torony, harminc kisebb-nagyobb helyiség, köztük három műterem, mindenütt szobrok, képek, régiségek, műtárgyak. Érdekesség, hogy a vár alapanyaga beton, amely anyag alkalmazásában úttörő volt.
A vár százoszlopos udvarának körbefutó folyosóin a magyar történelem nagy alakjai, hősök, dalnokok és királyok sorakoznak Álmos vezértől Tinódi Lantos Sebestyénig.
Bory Jenő és felesége, Komócsin Ilona (mindketten Székely Bertalan-tanítványok), Klára leánya (Glatz-tanítvány) képei és szobrai mellett a következők alkotásaival találkozhatunk a várban: Székely Bertalan, Karlovszky Bertalan, Körösfői-Kriesch Aladár, Csók István, László Fülöp Elek, Márk Lajos, Bosznay István, Szüle Péter, Márton Ferenc, Iványi-Grünwald Béla, Haranghy Jenő, Fadrusz János, Zala György, Stróbl Alajos, Ligeti Miklós, Dankó János stb. A Bory-vár „kivonatos” tárgymutatója majdnem 400 művet sorol fel, de több ezer is van ott.

## Képgaléria

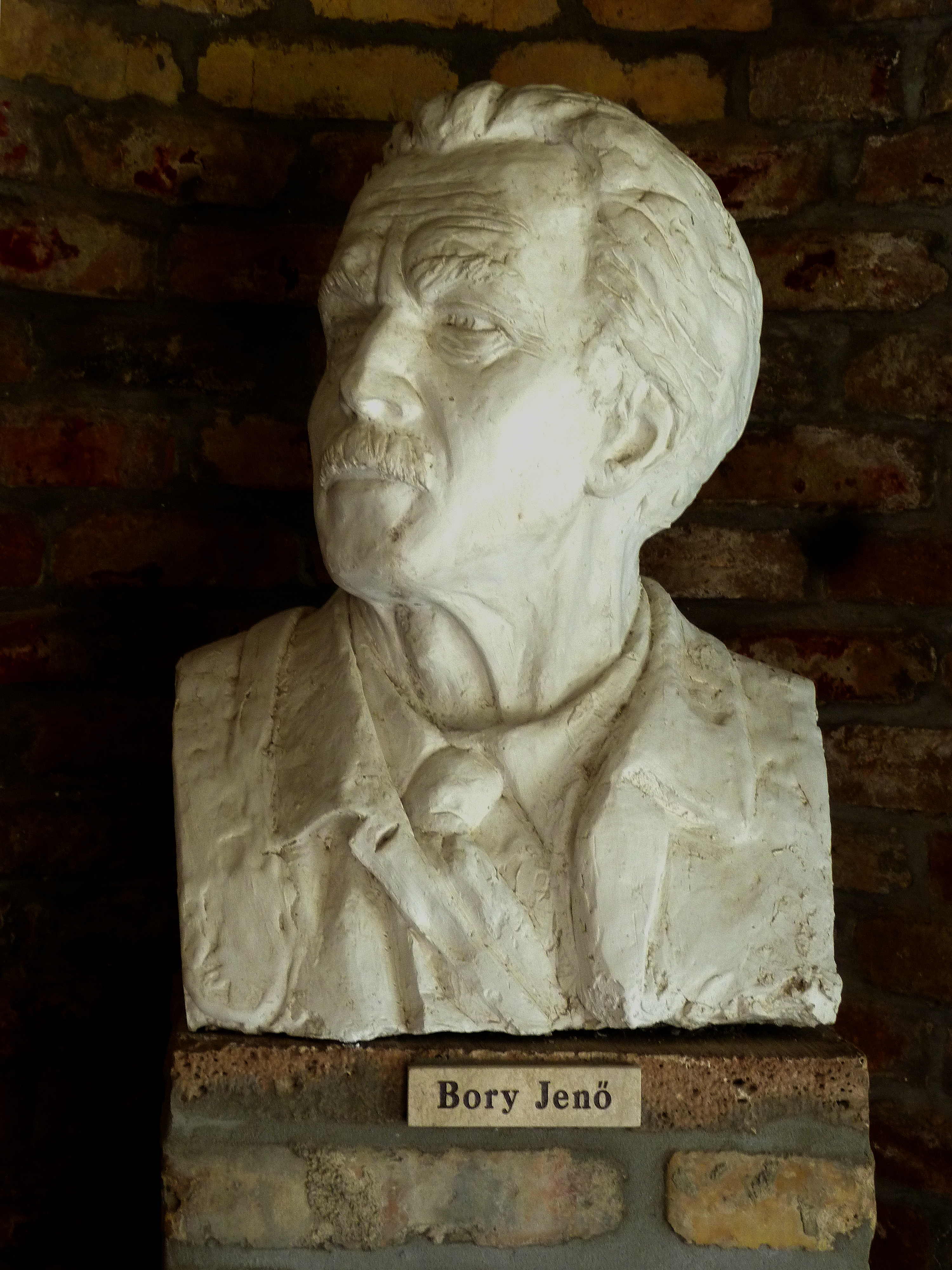
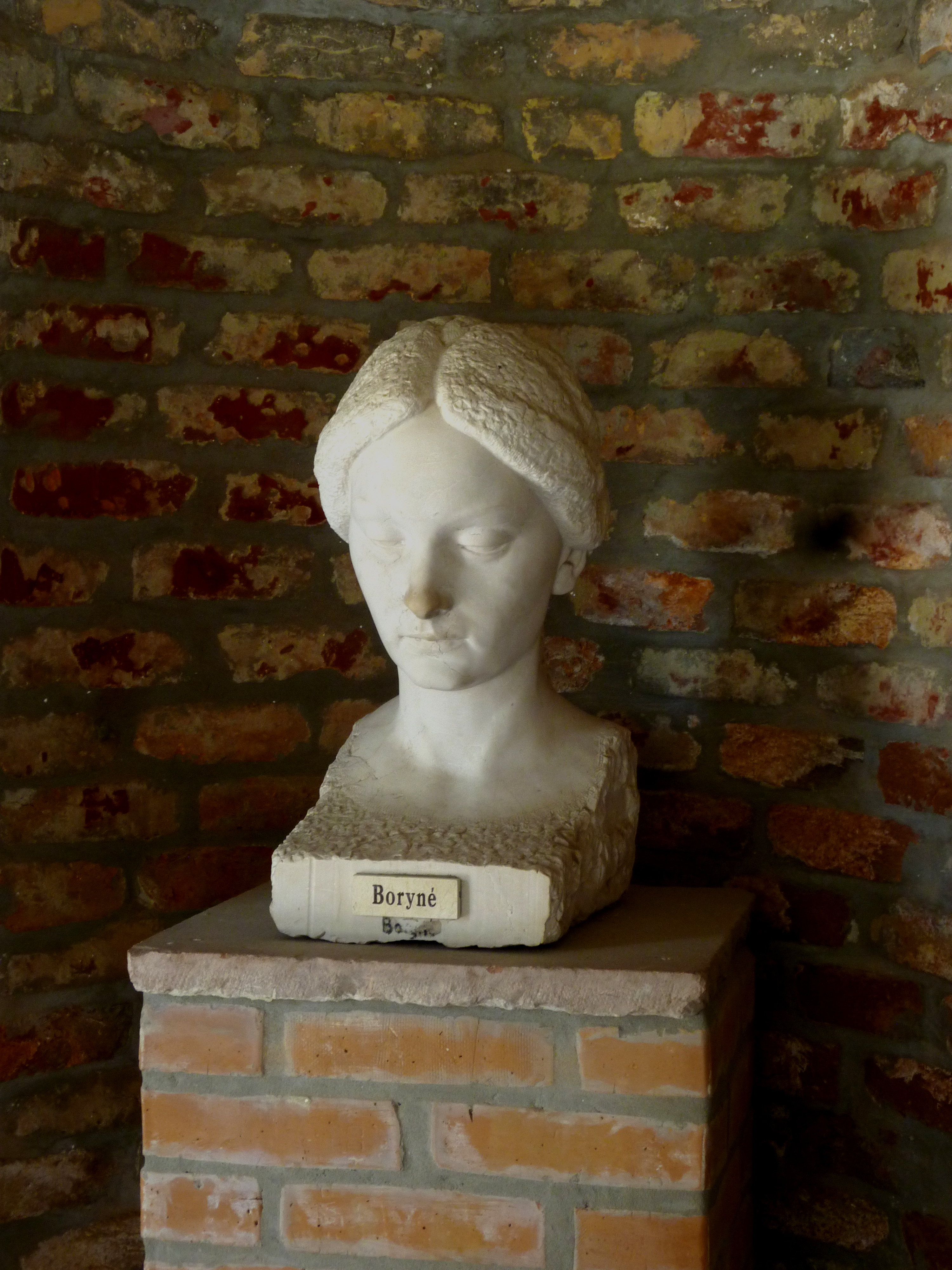
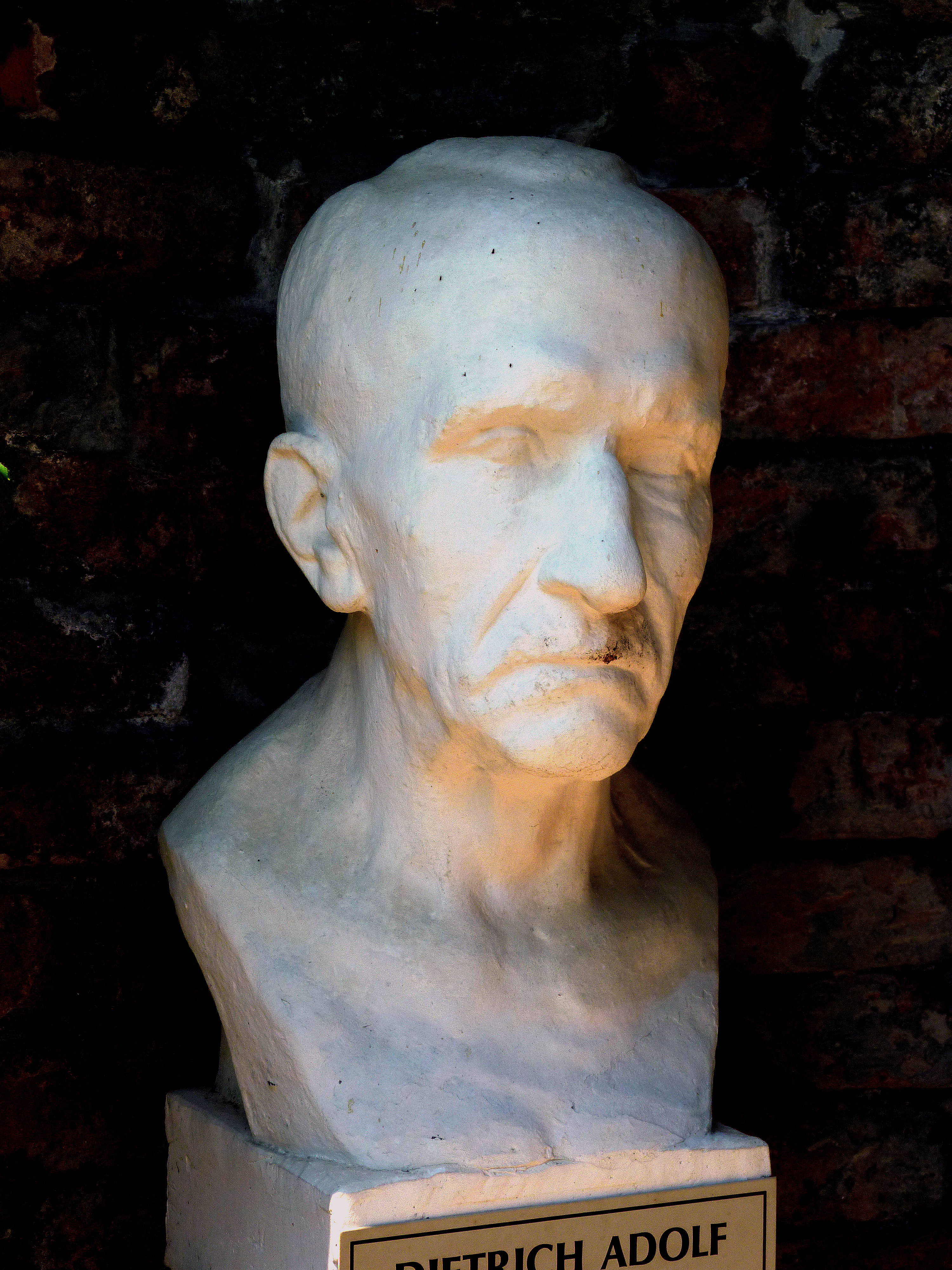
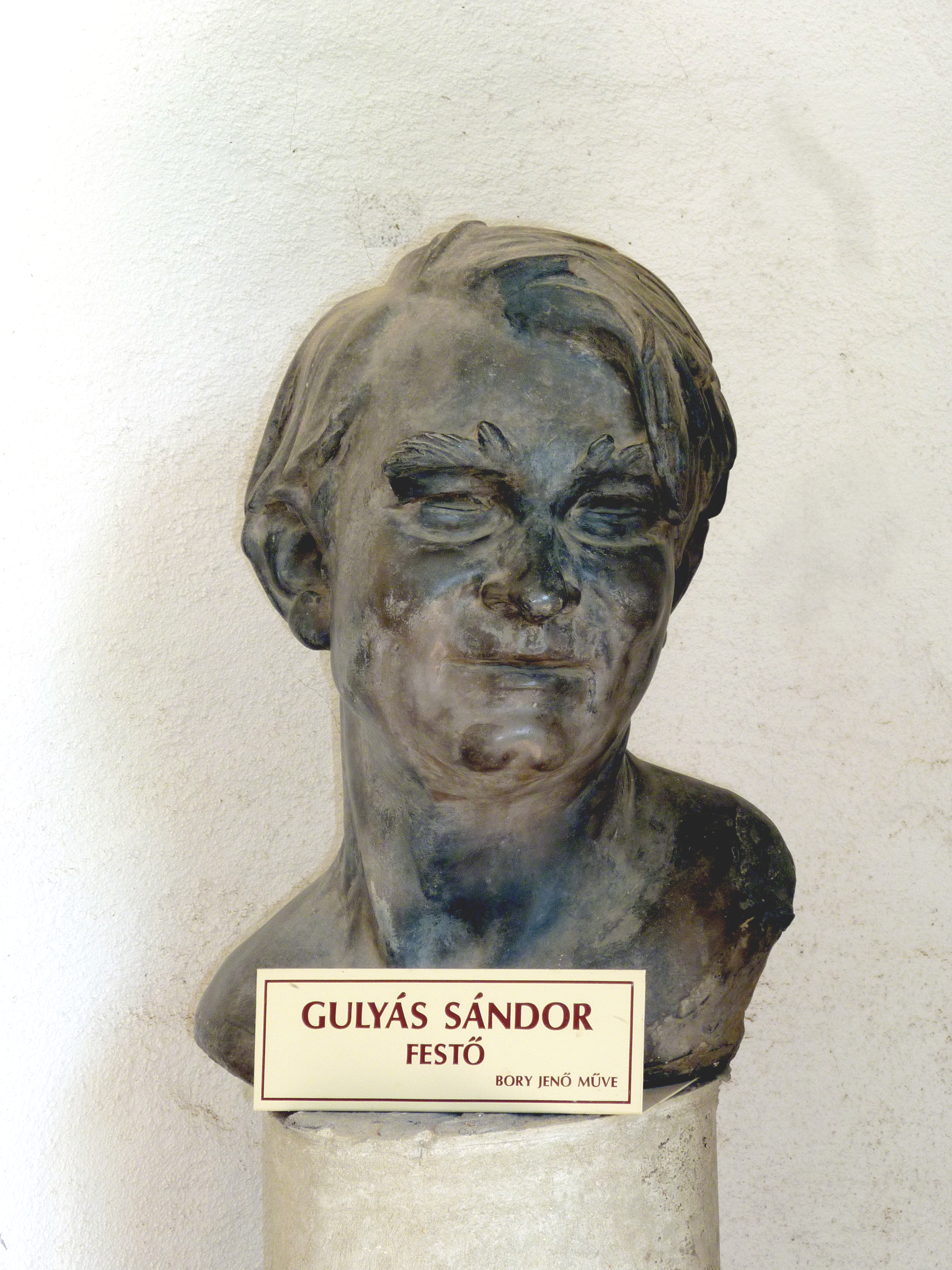

## Külső hivatkozás
- A Bory-vár honlapja